# Aserbaidschanisch-osttimoresische Beziehungen
Die aserbaidschanisch-osttimoresische Beziehungen beschreiben das zwischenstaatliche Verhältnis von Aserbaidschan und Osttimor.

## Geschichte

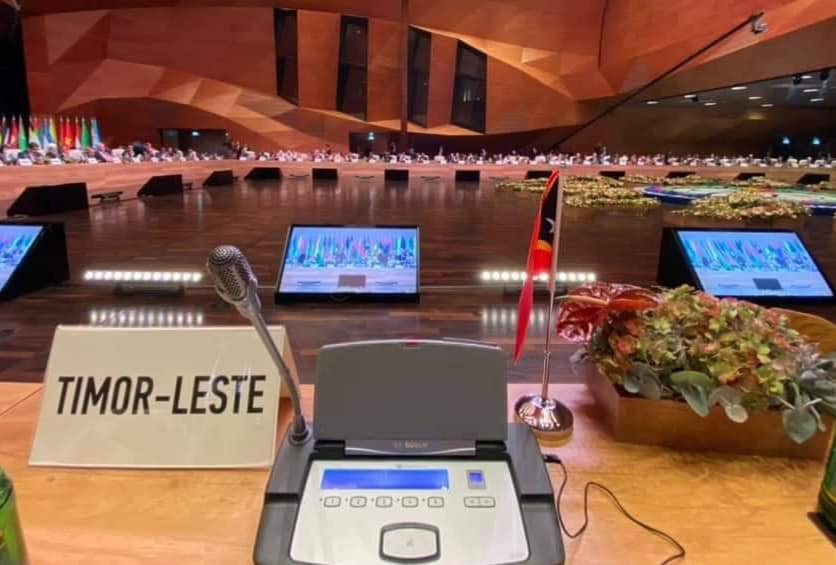
Osttimor beim Gipfel der Blockfreien Staaten in Baku (2019)

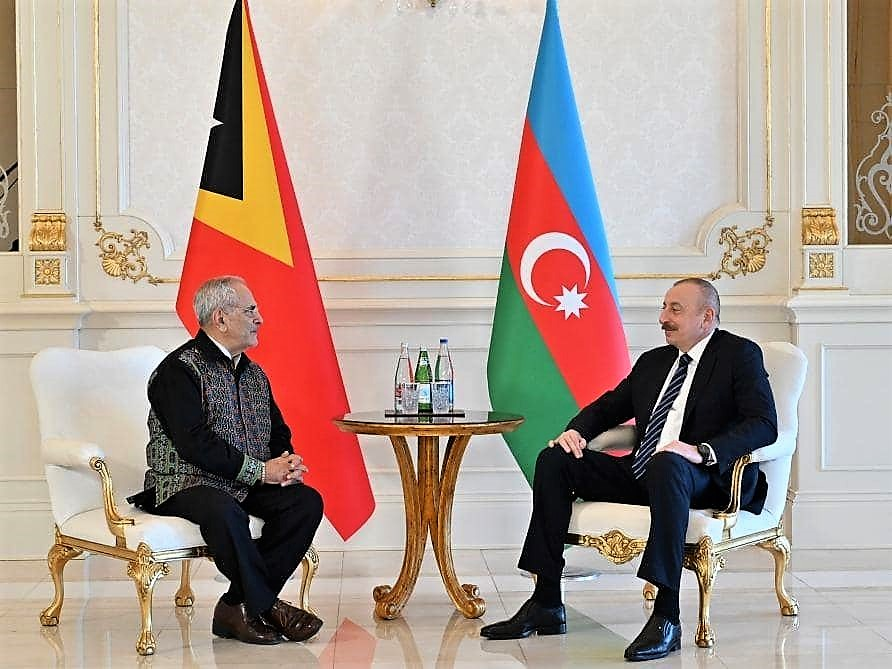
José Ramos-Horta bei İlham Əliyev bei (2023)

Aserbaidschan und Osttimor nahmen am 5. April 2004 diplomatische Beziehungen auf.
2019 besuchte Osttimors Außenminister Dionísio Babo Baku im Rahmen des 18. Gipfeltreffens der Bewegung der Blockfreien Staaten. 2023 folgte der Besuch von Osttimors Präsidenten José Ramos-Horta in Aserbaidschan.

## Diplomatie
Weder hat Aserbaidschan eine Botschaft in Osttimor, noch Osttimor eine diplomatische Vertretung in Aserbaidschan. Die 2010 eröffnete aserbaidschanische Botschaft in Jakarta ist ebenfalls für Osttimor zuständig.
Beide Länder sind Mitglied der Bewegung der Blockfreien Staaten, Osttimor seit 2003, Aserbaidschan seit 2011.

## Wirtschaft
Beide Staaten erwirtschaften große Teile ihrer Einnahmen aus ihren Erdölvorkommen. Für 2018 gibt das Statistische Amt Osttimors keine Handelsbeziehungen zwischen Osttimor und Aserbaidschan an.